# Manfred Wollenberg
Manfred Wollenberg (* 29. Januar 1928) ist ein ehemaliger deutscher Fußballspieler.

## Karriere
Wollenberg war zehn Jahre lang als Stürmer für den TSV Marl-Hüls aktiv. Zunächst kam er in der seinerzeit drittklassigen Landesliga Westfalen zum Einsatz. Mit seinem Verein stieg er als Meister aus der Staffel 4 in die 2. Oberliga West auf. Zuvor hatte er mit seiner Mannschaft an der Endrunde um die Westfalenmeisterschaft durchgesetzt. Damit nahm er mit seinem Verein als Vertreter des Fußball- und Leichtathletik-Verbandes Westfalen an der Endrunde um die Deutsche Amateurmeisterschaft teil. Das am 26. Juni 1954 in der Gelsenkirchener Glückauf-Kampfbahn gegen die Spvgg. 03 Neu-Isenburg als Vertreter des Hessischen Fußball-Verbandes ausgetragenen Finale wurde mit 6:1 gewonnen; in diesem Finale erzielte er innerhalb von acht Minuten zwei Tore.
In der höheren Spielklasse konnte diese in einem Teilnehmerfeld von 15 Mannschaften als 13. gehalten werden. In dieser Saison kam Wollenberg auch im Wettbewerb um den DFB-Pokal zum Einsatz, doch das am 15. August 1954 beim 1. FC Nürnberg ausgetragene Vorrundenspiel wurde mit 0:2 verloren. Im Punktspielbetrieb folgten die Plätze Sechs, Fünf, Drei und Sieben. Mit Einnahme des zweiten Platzes – punktgleich mit dem SV Sodingen – stieg er mit seiner Mannschaft in die seinerzeit höchste Spielklasse im deutschen Fußball auf. In der Premierensaison 1960/61, in der er alle 30 Punktspiele bestritt, konnte in einem Teilnehmerfeld von 16 Mannschaften als 12. die Spielklasse gehalten werden. In der Folgesaison, in der Wollenberg 18 Punktspiele bestritten hatte, konnte der Abstieg soeben noch abgewendet werden, nicht so am Saisonende 1962/63, in der er in sechs Punktspielen eingesetzt wurde.

## Erfolge
- Aufstieg in die Oberliga West 1960
- Deutscher Amateurmeister 1954